# Eurya albiflora
Eurya albiflora là một loài thực vật có hoa trong họ Pentaphylacaceae. Loài này được C.T.White & W.D.Francis mô tả khoa học đầu tiên năm 1927.